# Arturo Coddou
Arturo Armando Coddou Geerdts (Penco, 14 gennaio 1905 – 1955) è stato un calciatore cileno, di ruolo centrocampista.

## Carriera
In carriera, Coddou giocò per l'Arturo Fernandez Vial.
Fu anche convocato nella nazionale cilena per il Campionato mondiale di calcio 1930 in Uruguay senza disputare alcuna partita.